# Ariomma parini
Ariomma parini is een  straalvinnige vissensoort uit de familie van ariommiden (Ariommatidae). De wetenschappelijke naam van de soort is voor het eerst geldig gepubliceerd in 1987 door Piotrovsky.